# Karşıyaka, Dulkadiroğlu
Karşıyaka là một xã thuộc huyện Dulkadiroğlu, tỉnh Kahramanmaraş, Thổ Nhĩ Kỳ.